# Storfors
Storfors – miejscowość (tätort) w Szwecji, w regionie administracyjnym (län) Värmland, w gminie Storfors.
Według danych Szwedzkiego Urzędu Statystycznego liczba ludności wyniosła: 2218 (31 grudnia 2015), 2203 (31 grudnia 2018) i 2116 (31 grudnia 2019).